# 斯普林阿伯 (密歇根州)
斯普林阿伯（英語：Spring Arbor）是位於美國密歇根州傑克遜縣的一個普查規定居民點。

## 人口
根據2020年美國人口普查的數據，斯普林阿伯的面積為7.28平方千米，當中陸地面積為7.19平方千米，而水域面積為0.09平方千米。當地共有人口2916人，而人口密度為每平方千米400.55人。